# Three Rivers (district)
Three Rivers este un district ne-metropolitan situat în Regatul Unit, în comitatul Hertfordshire din regiunea East, Anglia.

## Orașe din district
- Rickmansworth

## Vedeți și
- Listă de orașe din Anglia

1. ↑   https://www.threerivers.gov.uk/egcl-page/about-us Lipsește sau este vid: |title= (ajutor)
2. ↑   https://ons.maps.arcgis.com/home/item.html?id=a79de233ad254a6d9f76298e666abb2b Lipsește sau este vid: |title= (ajutor)